# Brik
Pour les articles ayant des titres homophones, voir brick, brique, BRIC et Bricq.
Le brik (ou brick), appelé aussi bourek, est une sorte de chausson originaire du Maghreb, préparé à partir d'une feuille de pâte très fine portant le même nom, à base de farine et de semoule de blé, façonnée généralement en un triangle fourré et frit. Le brik à l'œuf est la variété la plus commune.

## Dénominations et étymologie
Le mot « brik » est un terme générique utilisé dans tout le Maghreb. En Algérie, il est aussi appelé burek (bourek) et au Maroc briwat (briouate).

## Préparation

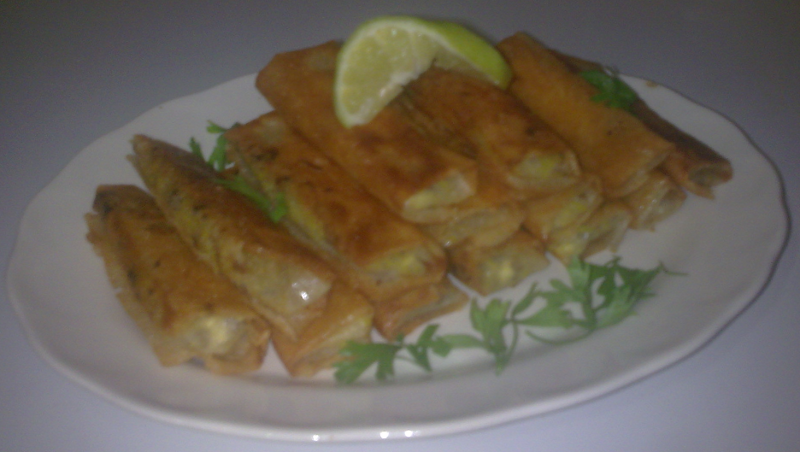
Bourak de forme allongée d'Algérie.

Les feuilles croustillantes ou pâte feuilletée, similaires au fil ou filo des Balkans, est appelée malsuqa (malsouqa) en Tunisie, dyul (dioul) en Algérie et warqa (ouarqa) au Maroc.
La pâte de brik est composée d'un mélange moitié farine, moitié semoule fine de blé, d'eau tiède et de sel[Où ?]. Le tout est malaxé jusqu'à obtenir une pâte presque liquide (moins liquide qu'une pâte à crêpe) laissée au repos deux à trois heures. La pâte est à nouveau malaxée et appliquée au pinceau sur une plaque ou une poêle chaude. Cette pâte peut se conserver trois à quatre jours au réfrigérateur et se congèle bien.
Différente de la feuille de phyllo, la feuille de brik peut être farcie de toutes les manières possibles pour des mets salés ou sucrés dont les briks au thon, à la crème, à l'œuf, à la viande hachée, au poulet, aux câpres, avec de la harissa ou du fromage[Où ?]. Les samoussas indiens, les pastillas ainsi que les briouates marocains sont également enrobés de feuilles de brik.

### Algérie
En Algérie, les briks sont appelées bourek ou burek. C'est une sorte de chausson à pâte feuilletée de forme triangulaire ou allongée. Le bourak est servi en entrée s'il est farci de viande hachée et de légumes. Tandis que le terme « brik » désigne plus spécifiquement un œuf frit dans une feuille de dyoul. Le bourek annabi est farci d’une purée de pommes de terre et de viande hachée avec un œuf cru dont le jaune reste coulant après cuisson.

### Maroc
Au Maroc, les briks sont appelées briwat (briouates) et sont en forme triangulaire ou en rouleau.

## Traditionnels

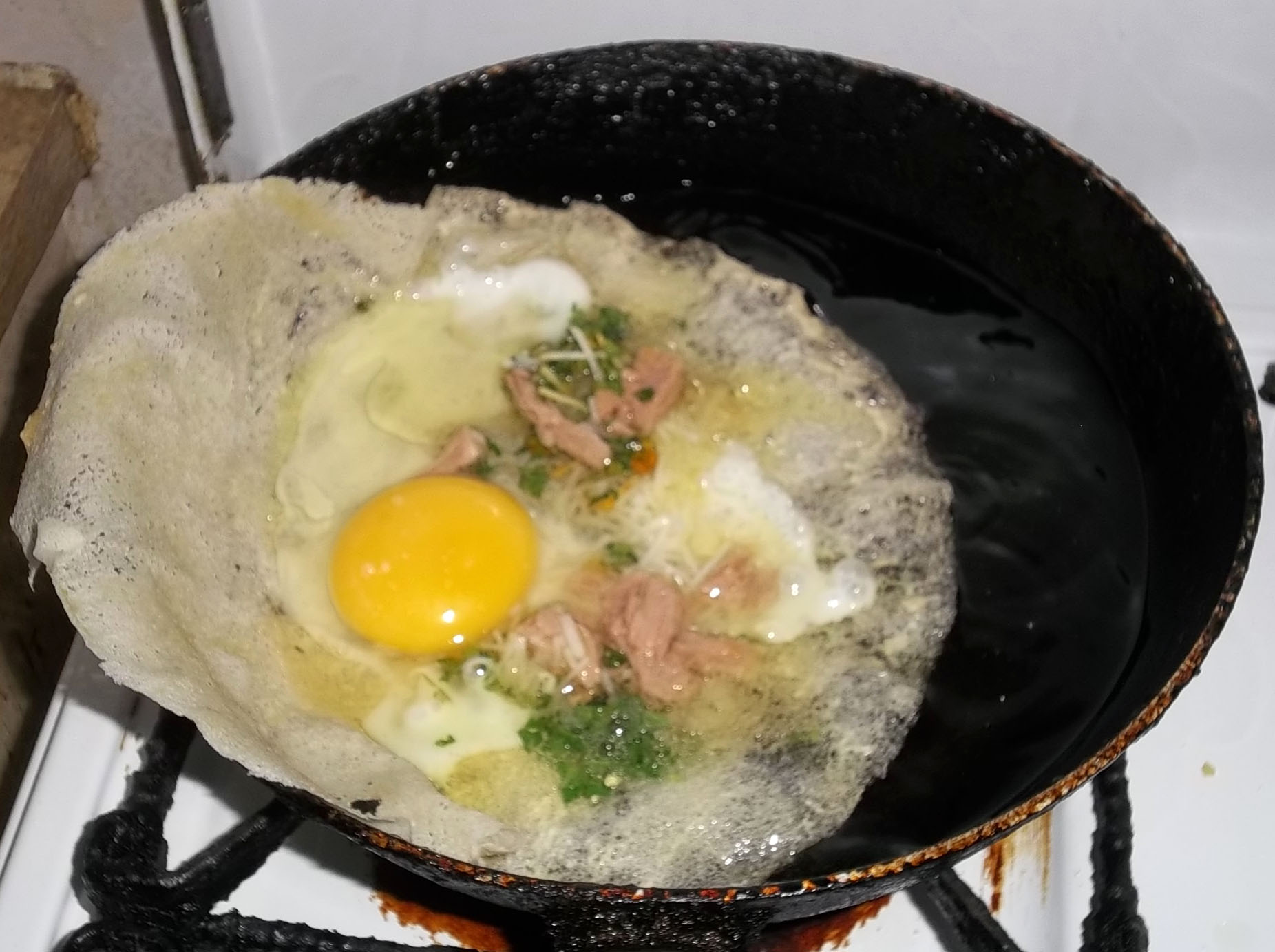
Préparation culinaire d'un brik frit (Tunisie).

On doit bien égoutter les briks avant de les servir ou les poser sur du papier absorbant (il faut manipuler avec délicatesse pour éviter de les casser). Ils sont déposés sur un plat à service et décorés avec du citron qui servira à les arroser avant de les consommer.

## Aspect social et économique
Il est consommé en entrée ou en snack et beaucoup de petites friteries en vendent. La feuille de brik était fabriquée artisanalement, essentiellement par des femmes. La production industrielle a commencé depuis environ un quart de siècle ; toutefois, la feuille artisanale est préférée car elle absorbe moins d'huile et se brise moins facilement.